# Oslaria
Oslaria là một chi bướm đêm thuộc họ Noctuidae.

## Loài
- Oslaria pura Barnes & McDunnough, 1911
- Oslaria viridifera (Grote, [1883])